# Hinterstoder
Hinterstoder osztrák község Felső-Ausztria Kirchdorf an der Krems-i járásában. 2019 januárjában 906 lakosa volt. 

## Elhelyezkedése

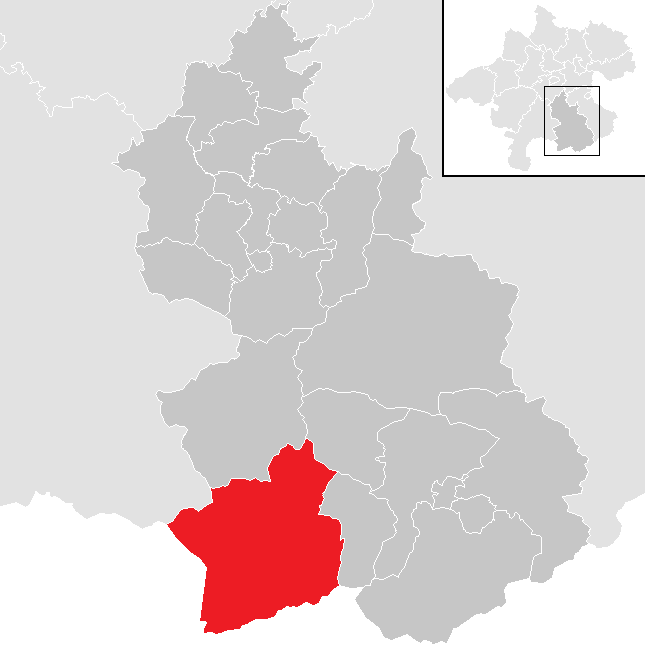
Hinterstoder a Kirchdorf an der Krems-i járásban

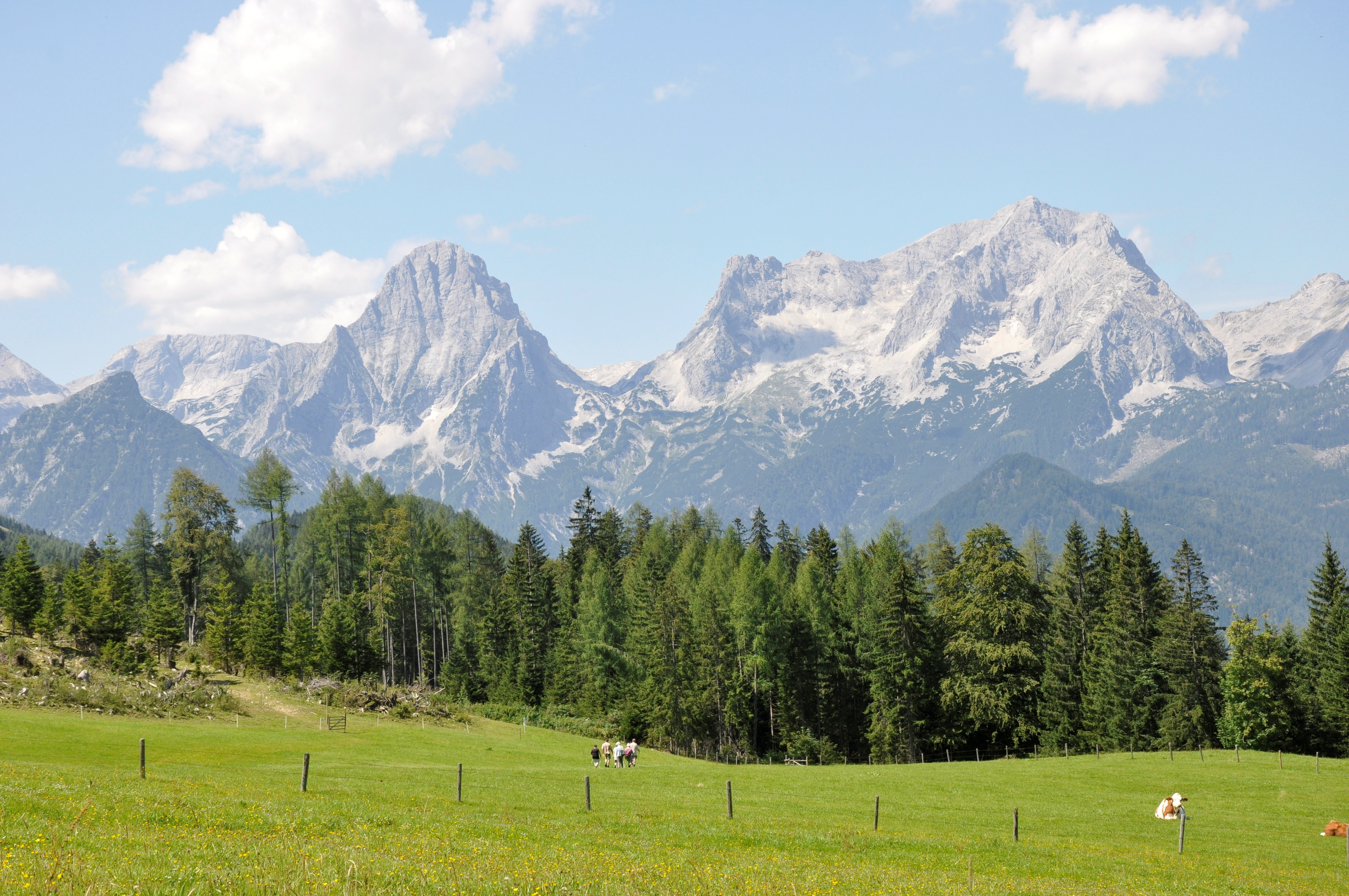
A Großer Priel (jobbra) és a Spitzmauer (balra)

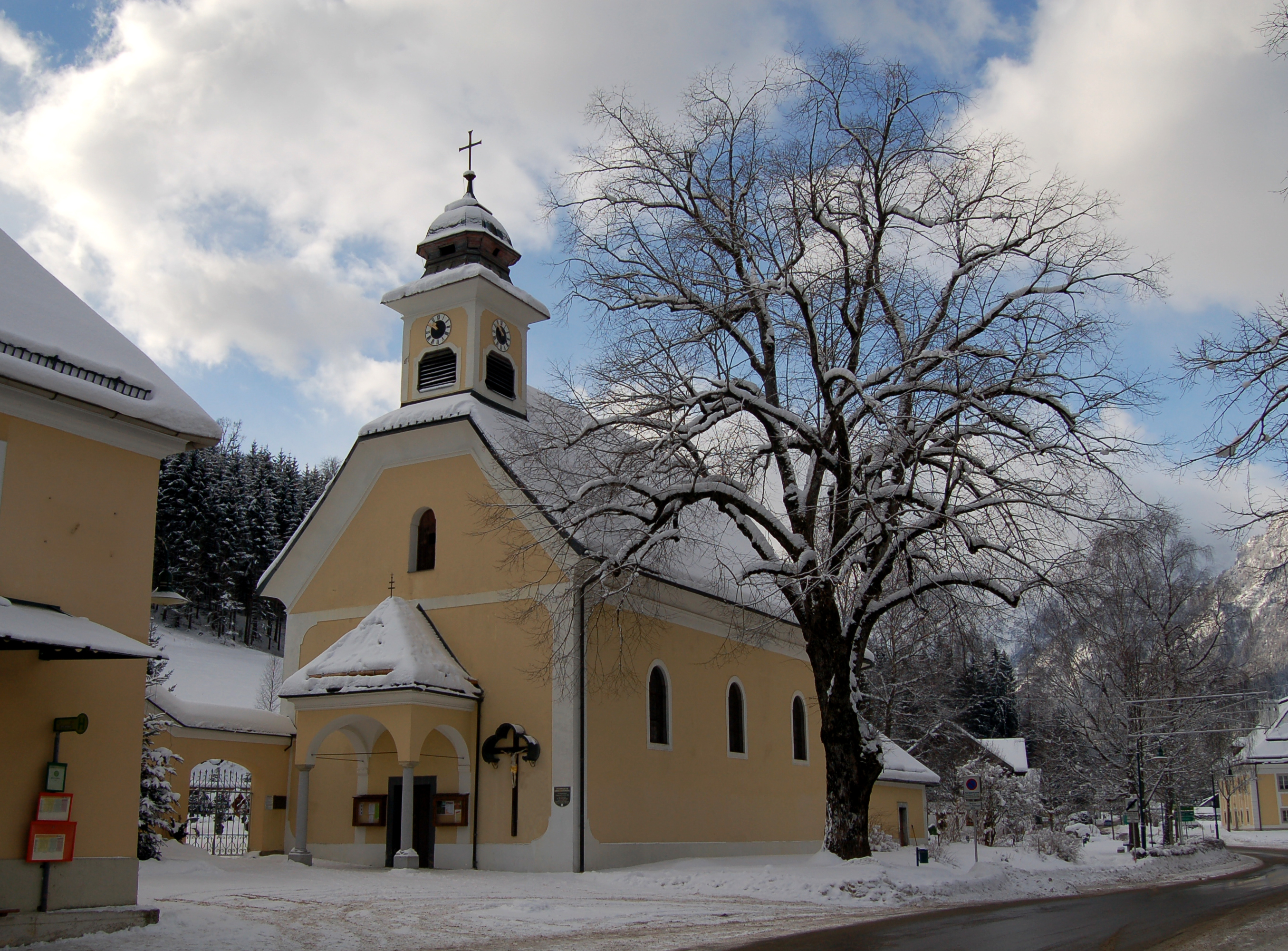
A Szt. kereszt felmagasztalása-plébániatemplom

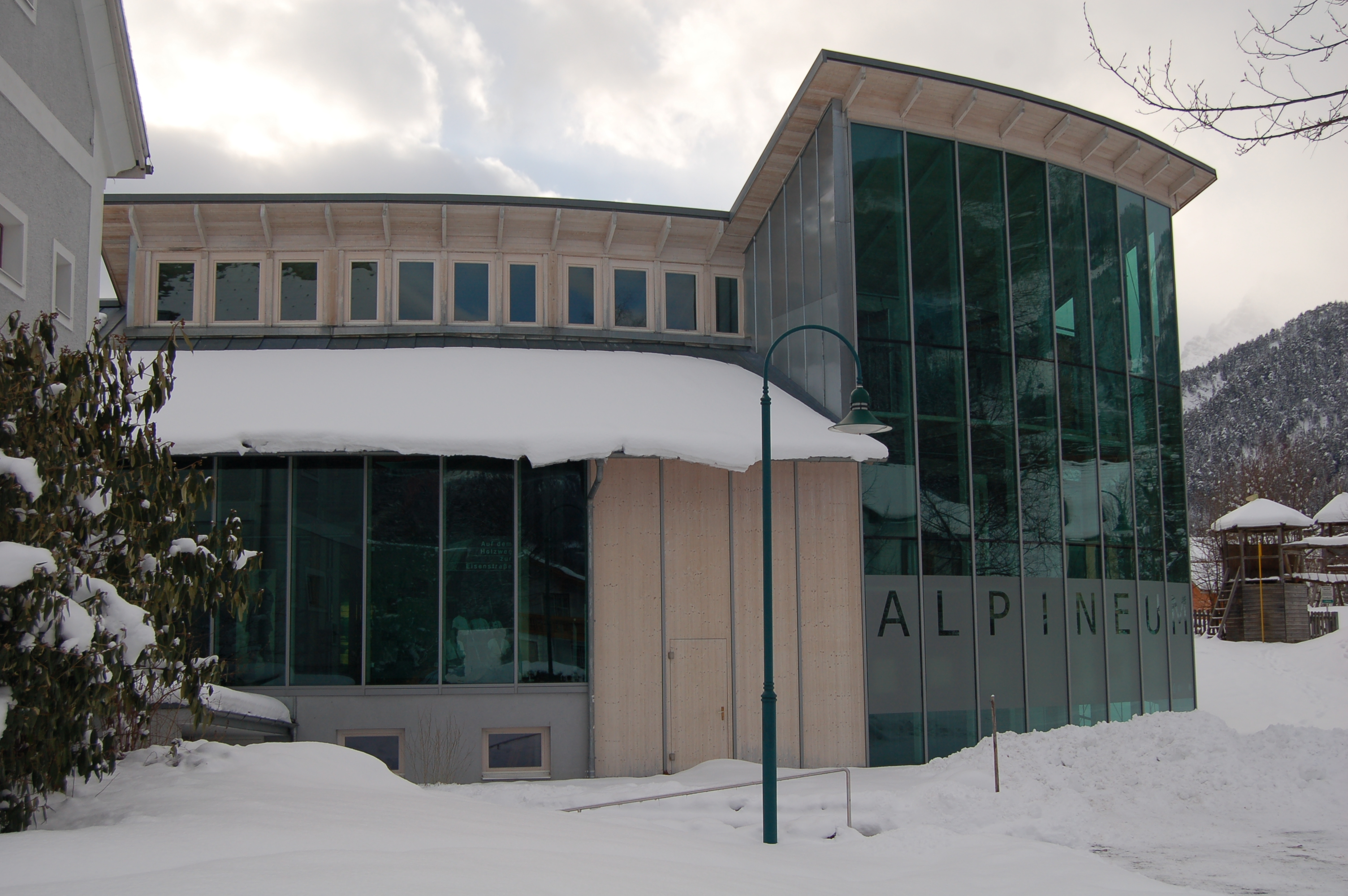
Az Alpineum

Hinterstoder Felső-Ausztria Traunviertel régiójában, a Steyr folyó mentén fekszik, a Totes-hegységben. Legmagasabb hegyei a Großen Priel (2514 m), a Kleinen Priel (2134 m), a Spitzmauer (2446 m) és a Warscheneck (2389 m). Területének 43,7%-a erdő és 6,9% áll mezőgazdasági művelés alatt. Az önkormányzat 12 településrészt és falut egyesít: Dietlgut, Farnau, Hinterberg (143 lakos 2019-ben), Hinterstoder (336), Hutterer Böden (8), Loigistal, Mitterstoder (252), Polsterlucke, Salmeranger, Sonnleiten, Tambergau (167) és Weißenbach.
A környező önkormányzatok: északnyugatra Grünau im Almtal, északra Klaus an der Pyhrnbahn, északkeletre Sankt Pankraz, keletre Vorderstoder, délkeletre Liezen, délre Wörschach és Stainach-Pürgg, délnyugatra Bad Mitterndorf, nyugatra Grundlsee (utóbbi öt Stájerországban) 

## Története
A térség eredetileg a Bajor Hercegség keleti határvidéke volt, majd a 12. században az Osztrák Hercegséghez került. "Stodert" először 1240-ben említik és a Spital am Pyhrn-i apátság birtoka volt, egészen annak 1807-es feloszlatásáig. A napóleoni háborúk során a falut több alkalommal megszállták. A 19. században a lakosok elsősorban favágásból és vadászatból éltek. 1874-ben létrejött a postahivatal, 1894-ben bekötötték a távíró-, 1909-ben pedig a telefonhálózatba. Ma is létező fúvószenekara 1879-ben alakult. Az idegenforgalom 1890-ben indult meg. 1906-ban a Pyhrnbahn elkészültével, Hinterstodert hozzákapcsolták az ország vasúthálózatához. 1910-ben megnyitották az első sípályát.
Miután a Német Birodalom 1938-ban annektálta Ausztriát, Hinterstoder az Oberdonau gauhoz tartozott. A második világháború végén menekültek tömegét költöztették a községbe, amelynek lakossága ideiglenesen megkétszereződött. A háború után visszakerült Felső-Ausztriához. Az ausztriai amerikai megszálló erők parancsnoka, Mark W. Clark tábornok Hinterstoderben töltötte szabadságait és a leendő elnök, Dwight D. Eisenhower is megfordult itt néhányszor. 
1986-ban először rendeztek sílesikló világkupa-futamot Hinterstoderben.  

## Lakosság
A hinterstoderi önkormányzat területén 2019 januárjában 906 fő élt. A lakosságszám a csúcspontját 1951-ben érte el 1071 fővel, azóta alapvetően csökkenő tendenciát mutat. 2017-ben a helybeliek 87,4%-a volt osztrák állampolgár; a külföldiek közül 4,8% a régi (2004 előtti), 4,4% az új EU-tagállamokból érkezett. 1,6% a volt Jugoszlávia (Szlovénia és Horvátország nélkül) vagy Törökország, 1,8% egyéb országok polgára volt. 2001-ben a lakosok 80,3%-a római katolikusnak, 3,2% evangélikusnak, 1,2% mohamedánnak, 10,6% pedig felekezeten kívülinek vallotta magát. Ugyanekkor a legnagyobb nemzetiségi csoportot a német (95,2%) mellett a horvátok (1,5%) alkották.
A lakosság számának változása:

| 2016 | 923 |
| 2018 | 910 |

## Látnivalók
- a Szent kereszt felmagasztalása-plébániatemplom 1787-en épült
- az Alpineum múzeum
- a síelők számára számos pálya áll rendelkezésre

## Fordítás
- Ez a szócikk részben vagy egészben  a   Hinterstoder című német Wikipédia-szócikk ezen változatának fordításán alapul.  Az eredeti cikk szerkesztőit annak laptörténete sorolja fel. Ez a jelzés csupán a megfogalmazás eredetét és a szerzői jogokat jelzi, nem szolgál a cikkben szereplő információk forrásmegjelöléseként.